# Jazziza
Jazziza è il quinto album in studio della musicista azera Aziza Mustafa Zadeh, pubblicato nel 1997.

## Tracce
1. Lover Man – 6:37
2. Sunny Rain – 6:09
3. My Funny Valentine – 7:46
4. Scrapple from the Apple – 1:19
5. Character – 5:57
6. Nature Boy – 5:55
7. You've Changed – 5:53
8. Butterflies – 1:32
9. Black Orpheus – 8:18
10. How Insensitive – 5:39
11. Take Five – 6:58
12. I Can't Sleep – 4:15